# 民主派 (香港)
民主派（みんしゅは、英語: Pro-democracy camp）または泛民主派（はんみんしゅは、Pan-democracy camp）は、香港での民主主義の拡大、すなわち、「一国二制度」の枠組みの下で香港特別行政区基本法によって規定されている行政長官と立法会の普通選挙の完全施行を支持する政治的な連合体の一つである。泛民、泛民派と略称される。
民主派は一般的に法の支配、人権、市民の自由、社会正義などのリベラルな価値観を支持しているが、経済的な立場は様々である。彼らは香港特別行政区や中国の中央政府に対して非協力的で、時には対立的な態度をとるため、しばしば「野党陣営」と呼ばれている。民主派とは対極にあるのが、北京政府や特別行政区当局を支持していると考えられている建制派である。香港返還後、民主派は全ての選挙で55～60%の得票を得ているが、立法院の間接選挙的な選出要素のため、立法会での議席数は半分以下にとどまっている:43。